# Imam Mustafayev
Imam Mustafayev (en azéri : İmam Daşdəmir oğlu Mustafayev, né le 25 février 1910 dans la région de Gakh actuelle d’Azerbaïdjan et mort le 10 mars 1997 à Bakou) est un homme de science et politique d'Azerbaïdjan.

## Biographie
À l'âge de 12 ans, Imam Mustafayev est dirigé étudier au Collège d'agriculture de Zagatala par décision du comité des mercenaires. I.Mustafayev, qui se distingue parmi les étudiants par ses compétences et ses capacités d'organisation, est élu président du comité des étudiants, secrétaire du comité de l'école du Komsomol. En 1928 il est diplômé de l'école et envoyé à la station agronomique du département des terres du district de Belakan.

## Parcours professionnel
D'octobre 1928 à septembre 1929, il travaille comme instituteur et professeur de nature à l'école des jeunes paysans du Commissariat du peuple à l'éducation de la RSS d'Azerbaïdjan dans la région du Tartare. Afin d'augmenter son éducation, I.Mustafayev entre à l'Institut agricole en 1929, à la faculté d'agronomie. Étant étudiant, I. Mustafayev dirige pendant un certain temps la faculté d'agronomie. Il travaille comme agronome au Commissariat à la terre en 1930, il aide à doter de nombreuses fermes d'État du premier fonds d'amorçage. Après avoir obtenu son diplôme en 1932, il est admis à l'école supérieure du Département de génétique, de sélection et de production et de séménologie d'Azerbaïdjan.
À part ses études de doctorat,  de 1934 à 1940, Imam Mustafayev  est directeur adjoint de l'Institut agricole d'Azerbaïdjan pour les affaires académiques, puis chef du département d'élevage et de séménologie.

## Activité au sein du PC
Depuis 1940, membre du Parti Communiste. De mars à novembre 1940, il est membre du Commissariat du peuple à l'agriculture de la RSS d'Azerbaïdjan, puis il est commissaire adjoint du peuple au contrôle d'État de la RSS d'Azerbaïdjan. En janvier 1947, Mustafayev est nommé ministre de l'Agriculture de la RSS d'Azerbaïdjan, jusqu'en mars 1950. De 1950 à 1951, il est élu académicien-secrétaire de l'Académie des sciences de la RSS d'Azerbaïdjan. Le 4 avril 1952, Mustafayev devient 1er secrétaire du comité régional de Gandja du Parti communiste d'Azerbaïdjan.
En 1954, Imam Mustafayev est élu Premier secrétaire du Comité central du Parti communiste d'Azerbaïdjan. En 1959 il est libéré de ses fonctions ayant été reconnu incompétent en matière de priorité de la langue azerbaïdjanaise sur la langue russe.
Il travaille comme chef de département à l'Institut de génétique et de sélection de l'Académie des sciences d'Azerbaïdjan (1954-1970), et à partir de 1971, il était le directeur de cet institut.